# Saint-Romain-la-Virvée
Saint-Romain-la-Virvée är en kommun i departementet Gironde i regionen Nouvelle-Aquitaine i sydvästra Frankrike. Kommunen ligger i kantonen Fronsac som tillhör arrondissementet Libourne. År 2022 hade Saint-Romain-la-Virvée 948 invånare.

## Befolkningsutveckling
Antalet invånare i kommunen Saint-Romain-la-Virvée
Referens:INSEE